# Suraia
Suraia é uma comuna romena localizada no distrito de Vrancea, na região de Moldávia. A comuna possui uma área de 51.52 km² e sua população era de 5776 habitantes segundo o censo de 2007.